# Warioware: Smooth Moves
WarioWare: Smooth Moves är ett spel till konsolen Wii. Spelets uppbyggnad påminner mycket om senare Wario-spel, vilka till stor del består av en samling korta minispel. Spelet använder sig av möjligheten att registrera rörelser i den nya Wii-kontrollen.
WarioWare: Smooth Moves är utvecklat av Intelligent Systems och distribuerat av Nintendo.